# Vertrouwensfunctie
Een vertrouwensfunctie is een functie waarbij kennis en/of bevoegdheden horen die bij misbruik de nationale veiligheid in gevaar kunnen brengen. Vertrouwensfuncties mogen daarom alleen worden vervuld door personen die een veiligheidsonderzoek hebben ondergaan, waarna voor hen een verklaring van geen bezwaar (VGB) is afgegeven. 

## Sectoren
| Vertrouwensfuncties (2010) | Vertrouwensfuncties (2010) |
| Sector                     | Aantal                     |
| -------------------------- | -------------------------- |
| Koninklijk Huis            | 348                        |
| Rijksoverheid              | 5.296                      |
| Defensiebedrijven          | 20.800                     |
| Vitale bedrijven           | 1.547                      |
| Politie (A en P)           | 16.705                     |
| Burgerluchtvaart           | 31.433                     |

Vertrouwensfuncties worden aangewezen door de minister die verantwoordelijk is voor de organisatie waarin de betreffende functie vervuld wordt. Dit betreft in de eerste plaats het eigen ministerie, maar kan ook een organisatie of bedrijf daarbuiten zijn. Zo worden bijvoorbeeld de vertrouwensfuncties op de Luchthaven Schiphol aangewezen door de minister van Veiligheid en Justitie. De criteria hiervoor zijn beschreven in de 'Leidraad aanwijzing vertrouwensfuncties' uit 2014.
Vertrouwensfuncties zijn met name te vinden bij het koninklijk huis, de rijksoverheid, de AIVD en MIVD, de Nederlandse krijgsmacht, de Nationale politie en voor Nederland belangrijke bedrijven. In 2010 waren ruim 76.000 voltijdbanen als vertrouwensfunctie aangemerkt - zie de tabel voor de verdeling over de verschillende sectoren. In 1977 waren er 71.000 vertrouwensfuncties.
Geen vertrouwensfuncties zijn onder meer de rechtsprekende leden van de rechterlijke macht, leden van de Raad van State, van de Algemene Rekenkamer en de nationale ombudsman. Ook politieke functies binnen de wetgevende macht kunnen niet worden aangewezen als vertrouwensfunctie. Zodoende worden leden van de Tweede Kamer, ministers en staatssecretarissen niet aan een veiligheidsonderzoek onderworpen.

## Kenmerken
Vertrouwensfuncties kunnen onder meer noodzakelijk zijn als het gaat om:
- Inzage in staatsgeheimen of andere gevoelige informatie
- Toegang tot plaatsen die gevoelig zijn voor aanslagen of spionage
- Belangrijke posities in het staatsbestel, zoals ambassadeurs, de hoogste ambtenaren en de politietop

Het verschilt per functie hoe groot het gevaar van misbruik is, wat tot uiting komt in hoe diepgaand het veiligheidsonderzoek voor een bepaalde functie is. Dienovereenkomstig zijn er vertrouwensfuncties op A, B en C-niveau, waarbij A de zwaarste en C de lichtste categorie is. Voor de civiele sector worden de onderzoeken voor deze functies uitgevoerd door de AIVD en voor de militaire sector door de MIVD.
Vergelijkbaar met het B-niveau zijn de vertrouwensfuncties bij het koninklijk huis, de politie en de burgerluchtvaart, waarvoor de veiligheidsonderzoeken, onder mandaat van de AIVD, door de Dienst Bewaken en Beveiligen (DBB), de afdeling Veiligheid Integriteit en Klachten (VIK) van de politie, respectievelijk de Koninklijke Marechaussee (KMar) worden uitgevoerd.
De niveaus A, B en C zijn niet strikt gebonden aan de rubricering STG Zeer Geheim, Geheim en Confidentieel. Zo is voor regelmatige omgang met informatie die als STG Zeer Geheim is gerubriceerd een vertrouwensfunctie op niveau A vereist, maar kan volstaan worden met niveau B voor wie zulke informatie niet met regelmaat en niet in z'n geheel hoeft in te zien (bijvoorbeeld zo nu en dan enkele passages uit een zeer geheim document).

## Internationale organisaties
De AIVD voert, als verantwoordelijke National Security Authority (NSA) voor Nederland, ook onderzoeken uit wanneer Nederlanders een security clearance nodig hebben voor werkzaamheden voor de NAVO, de Europese Unie (EU) of de European Space Agency (ESA). De door deze organisaties gehanteerde classificatieniveaus komen als volgt overeen met de Nederlandse A, B en C-niveaus:
- NATO/EU/ESA Confidential = C-niveau
- NATO/EU/ESA Secret = B-niveau
- NATO/EU/ESA (Cosmic) Top Secret = A-niveau